# Штукенберг, Иван Фёдорович
Иван Фёдорович Штукенберг (нем. Johann Christian Stuckenberg; 6 февраля 1788 — 1856) — русский учёный-географ немецкого происхождения, известный гидрограф, статистик и библиограф.

## Биография
Рано лишился родителей. Благодаря родственникам получил начальное образование в школе близ Магдебурга. Затем учился в Геттингенском, Йенском и Эрлангенском университетах.
В 1807 году приехал в Россию и поступил на военную службу. Служил в морской артиллерии унтер-офицером, потом в корпусе инженеров и в главном штабе русско-германского ополчения. Участвовал в военных походах 1812 и 1813 годов, в сражениях при Смоленске, Бородино и Бауцене.
До 1851 года служил в Министерстве государственных имуществ, являлся действительным членом Русского географического общества.
В 1851 году перешёл библиотекарем в музей графа Румянцева, при котором служил до конца своей жизни.

## Научные труды
Ему принадлежат исследовательские работы гидрографического, географического и исторического содержания в «Энциклопедическом Лексиконе» Плюшара и в «Военном энциклопедическом лексиконе» Зедделера, а также ряд важных для географии России трудов на немецком языке: «Beschreibung aller Kanale in Russischen Reiche» (СПб., 1841; работа удостоена половинной Демидовской премии); «Hydrographie des Russ. Reiches, Baltisches Bassin von der Oder bis Tornea» (СПб., 1844, 1 часть); «Bassin des Oceans von der Norwegischen Granze bis zur Chinesische» (2 часть); «Bassin des Schwarzen Meeres» (СПб., 1847, 3 часть и остальные 3 части в 1849) и «Указатель для изучения России в отношении географии, топографии, этнографии и статистики» (на немецком языке, 4 книги, 1849—1852) и другие.
После его смерти работы изданные сыном: «Статистические труды Штукенберга» (СПб., 1857—1860, 2 тома). Ср. А. И. Штукенберг «Иван Федорович Штукенберг и его сочинения» («Петербургские Ведомости», 1857, № 52 и «Журнал Министерства Народного Просвещения», 1857, ч. XCIX; отдельно, СПб., 1857) и «Журнал Главного Управления Путей сообщения» (1861, том XXXV, биография Штукенберга).

## Семья
- Сын — А. И. Штукенберг (1816—1887),  инженер-путеец, писатель.
- Дочь —  Луиза-Шарлотта Ивановна Штукенберг (1817—1883)[2]
- Дочь — Клара (1819—1882), замужем за Николаем Ивановичем Быковым (1812—1884), их дочь Елена (1843—1877), первая жена ботаника М. С. Воронина (1838—1903)[2].